# Indische Breitspur
Die indische Breitspur ist eine bei Eisenbahnen verwendete Spurweite von 1676 mm (5½ Fuß oder 5 Fuß 6 Inch). Sie ist die größte Spurweite weltweit, die in häufigem Gebrauch ist, und bildet zusammen mit der nur acht Millimeter schmaleren Iberischen Breitspur etwa 6 % des weltweiten Bahnnetzes.

Vergleich verschiedener Spurweiten:
Indische Breitspur (1676 mm)

## Geschichte

### Schottischer Ursprung
Diese Spurweite war zuerst in Schottland bei zwei kurzen isolierten Strecken zu finden – bei der Dundee and Arbroath Railway und bei der Arbroath and Forfar Railway, die beide von 1838 bis zur Umspurung 1847 mit dieser Spurweite in Betrieb waren. Die Wahl dieser Spurweite geht auf die beiden schottischen Ingenieure John Miller und Thomas Grainger zurück. Beide waren der Meinung, dass eine Breitspurbahn besser geeignet sei, große Lasten mit hoher Geschwindigkeit zu transportieren. Bei einer breiteren Spurweite konnten größere Räder verwendet werden, sodass die Reibung in den Achslagern auf geraden Gleisen verringert wurde und somit für die Beförderung der Züge weniger Energie nötig war. Die größere Breite erlaube es, Güter zwischen den Rädern statt über ihnen zu befördern, was zu Rollmaterial mit niedrigerem Schwerpunkt und besserer Stabilität führe.

### Indischer Subkontinent
Die Einführung der Spurweite in Indien geht auf eine Entscheidung des Schotten James Andrew Broun-Ramsay zurück, der von 1848 bis 1856 Generalgouverneur von Britisch-Indien war. Ramsay, auch Lord Dalhousie genannt, war ein Cousin von William Maule, dem Geldgeber der Dundee and Arbroath Railway. Er untersuchte bereits 1843 die Möglichkeit, Indien mithilfe der Eisenbahn zu erschließen und schlug eine Verbindung der drei Häfen Bombay, Calcutta und Madras vor.
Noch im selben Jahr reiste er nach Indien, wo er 1844 zusammen mit einem Parsen die Bombay Great Eastern Railway gründete, welche eine 36 km lange zweigleisige Eisenbahnstrecke von Bombay nach Tannah plante. Wegen Finanzproblemen wurde die Gesellschaft bereits 1845 wieder aufgelöst. Die Strecke wurde von der Nachfolgegesellschaft Great Indian Peninsula Railway gebaut und 1853 eröffnet.
Die Indische Breitspur wurde der Standard für die Hauptstrecken in der britischen Kolonie auf dem indischen Subkontinent, weshalb sie heute nicht nur in Indien, sondern auch in Pakistan, Bangladesch und Sri Lanka verwendet wird. Ausnahmen bildeten die Bergregionen, wo in den britischen Gebieten Spurweiten von 2 Fuß (610 mm) und 2 Fuß 6 Inch (762 mm) angewendet wurden, auf Nebenstrecken wurde dagegen die Meterspur genutzt. Indian Railways sind dabei, im Projekt Unigauge ‚Einheitsspurweite‘ die meterspurigen Strecken auf Breitspur umzubauen.

### Nordamerika
In Nordamerika existierte die Indische Breitspur ebenfalls und wurde zu jener Zeit Provincial gauge oder Portland gauge genannt. Strecken gab es in Kanada und den US-Bundesstaaten Maine, New Hampshire und Vermont sowie Louisiana und Texas, wo die Spurweite bis 1875 vom Gesetz vorgeschrieben war.
Die Provincial gauge von 5 Fuß 6 Inch (1676 mm) wurde ebenso wie die in den Südstaaten der USA genutzte Spurweite von exakt fünf englischen Fuß (1524 mm) in den 1870er und 1880er Jahren weitgehend durch die Normalspur (1435 mm) ersetzt. Die letzte Bahnstrecke der Provincial gauge in Kanada, die Carillon and Grenville Railway, wurde 1910 stillgelegt.
Bei der Bay Area Rapid Transit (BART) wurde die Portland gauge 1972 eingeführt – das Design der BART-Schnellbahnen zur Anbindung von San Francisco weist dabei auch andere Eigenheiten auf.

### Südamerika
Streckennetze in Indischer Breitspur existieren außerdem in Argentinien (Teilnetze Mitre, San Martín, Sarmiento und Roca) und in Chile (zwischen Valparaíso, Santiago de Chile und Puerto Montt), allerdings sind die Streckennetze der beiden Länder bisher nie miteinander verbunden worden.
Auf den beiden Streckennetzen werden auch Fahrzeuge eingesetzt, die ursprünglich für die iberische Breitspur gebaut wurden, da wegen der kleinen Differenz von 8 mm nur geringe Anpassungen notwendig sind.